# René de Birague
René de Birague (italsky: Renato da Birago; asi 1506 Milán – 24. listopadu 1583 Paříž) byl italsko-francouzský politik. V letech 1574 až 1583 byl hlavním ministrem vládního kabinetu krále Jindřicha III. a tedy de facto premiérem Francie. Byl též strážcem pečeti (od 1570) a kancléřem (1573), což byly funkce zhruba odpovídající ministru spravedlnosti. Jeho náboženská bigotnost přispěla k masakrům protestantů.

## Život
Narodil se v prominentní milánské rodině, která se postavila na stranu Francouzů v italských válkách, a proto byla nucena uprchnout do Piemontu, který Francouzi ovládali. V roce 1536 byl v Itálii prohlášen za zločince a jeho milánské statky byly zabaveny. Ve 40. letech 15. století vstoupil do francouzských služeb. Vedl turínský parlement (soudní dvůr), což mu v kombinaci s jeho vojenskou službou pod francouzským guvernérem Brissacem od roku 1550 poskytlo obrovskou administrativní moc na Francouzi okupovaných územích. V roce 1562, po odchodu Francouzů z Piemontu, opustil své místo. Uchytil se v jednom z posledních Francouzi kontrolovaných měst, Pinerolu, ale poté již zahájil politickou kariéru u francouzského dvora.
Sloužil jako diplomat, zajišťoval například sňatek Karla IX. s Alžbětou Habsburskou v roce 1563. V roce 1565 si zajistil jmenování generálporučíkem v Lyonu, což mu udělilo vojenskou moc nad lyonskou provincií a administrativní pravomoc v nepřítomnosti guvernéra. Obratně zmobilizoval město, aby poskytlo velké finanční prostředky pro katolické žoldnéřské síly během druhé náboženské války. V roce 1570 byl jmenován kancléřem (de facto ministrem spravedlnosti). Byl jedním z členů vlády, která roku 1572 rozhodla o plánu na likvidaci protestantského vedení v preventivním úderu, který se vymkl kontrole a vyústil v masakr známý jako bartolomějská noc.
Ve stejném roce, po smrti své manželky, začal uvažovat o kariéře v církvi a v roce 1573 přijal post biskupa v Lodève. Birague naléhal na Karla IX. a poté na Jindřicha III., aby zaujali konfrontační postoj vůči katolickým šlechticům, tzv. Nespokojencům (Malcontents), kteří se spolčili s hugenoty v páté náboženské válce (1574–1575). Během mezivládí mezi Karlovou smrtí a návratem Jindřicha do království vedl Birague regentskou radu pro Kateřinu Medicejskou. Princ František z Anjou, který utekl v té době od dvora, ho obvinil, že se ho pokusil otrávit, ale neexistují o tom důkazy. Františkovi se nicméně podařilo donutit korunu k velkorysému míru. Během zasedání generálních stavů, které byly v důsledku toho v roce 1576 svolány, vyslal král Jindřich III. Biraguea, aby stavy prosil o peníze, ale bez valného úspěchu. V roce 1578 byl Birague zbaven kancléřství ve prospěch Philippa Huraulta de Cheverny, i když v kabinetu zůstal až do své smrti. V témže roce ho král odškodnil štědrými finančními příspěvky a jmenováním kardinálem. V roce 1580 byl vyznamenán nově zavedeným Řádem sv. ducha. V březnu 1583, krátce před svou smrtí, se připojil k "bílým kajícníkům" (Fratellanza penitenziale).